# 6. januar
6. januar er dag 6 i året, i den gregorianske kalender. Der er 359 dage tilbage af året (360 i skudår).
Hellig tre kongers dag. I Norden også kaldet 13. dagen, hvor julefrokosterne sluttede. De hellige tre konger, var de tre vise mænd, der fandt Jesusbarnet. I kirkekalenderen hedder dagen Epifani. Dagen er en af de uheldige i Tycho Brahes kalender.
I Norge er d. 6. januar navnedag for Aslaug.

### Begivenheder
Født - Dødsfald
- 1066 - Harald II krones til konge af England.
- 1813 - Danmark bliver Napoleons sidste forbundsfælle i Europa. Kong Frederik 6. svarer denne dag på en forespørgsel fra Napoleon, at man stadig står ved sit forbund med Frankrig.
- 1838 - Samuel Morse demonstrerer første gang offentligt sin elektriske telegraf.
- 1852 - 1800 tønder land uden for Københavns volde frigives til bebyggelse. Voldene falder, og opførelsen af brokvartererne påbegyndes.
- 1903 - Iørgen Krüger etablerer ingeniørvirksomheden Krüger.
- 1907 - Maria Montessori åbner sin første skole for arbejderbørn i Rom.
- 1912 - New Mexico optages som USA's 47. stat.
- 1929 - Moder Teresa ankommer til Calcutta for at begynde sit arbejde blandt Indiens fattigste og sygeste mennesker.
- 1935 - I Kina overtager Mao Zedong ledelsen af det kommunistiske parti.
- 1942 - Den danske gesandt i London, grev Eduard Reventlow, får ordre til at komme til København, men svarer at det ”ikke er muligt at rejse hjem”. Baggrunden var, at han måneden før havde meddelt, at han ikke længere ville modtage ordrer fra København.
- 1942 - Amerikanske styrker udstationeres i England.
- 1944 - Sovjetiske tropper går ind i det tysk besatte Polen.
- 1950 - Storbritannien anderkender Folkerepublikken Kina. Republikken Kina afbryder, som svar, de diplomatiske bånd med Storbritannien.
- 1964 - Fra det danske og det græske hof bliver det officielt meddelt, at brylluppet mellem prinsesse Anne-Marie og kronprins Konstantin finder sted i januar året efter.
- 1978 - USA leverer den gamle ungarske kongekrone tilbage til Ungarn.
- 1983 - Flere steder i Europa bliver der målt varmerekord for måneden. I Prag er det den varmeste dag i 200 år på 12,8 plusgrader. I Hamburg - varmeste dag i 117 år med 12,2 grader. I København - den varmeste dag siden 1938 med 11,4 grader. Året før havde Danmark haft kulderekord.
- 1992 - I Georgien udbryder der borgerkrig, da rebeller styrter Gamsakhurdias regering.
- 1994 - Den amerikanske skøjteløber Nancy Kerrigan, favorit til det amerikanske mesterskab, bliver overfaldet under træningen og får slået knæet med en kølle. Det viser sig senere at være hendes konkurrent, Tonya Harding, som har beordret overfaldet.
- 1998 - Den lille Havfrue på Langelinie mister for anden gang i historien sit hoved.
- 2004 - 807 personer møder op til den årlige nytårskur, for at hilse på regenten. Det er ny rekord.
- 2005 - Ugebladet "Se & Hør" tilbagekalder ugens nummer efter massive protester fra forhandlerne over forsiden, som svælger i lemlæstede lig fra katastrofen i Sydøstasien 2. juledag.
- 2021 - Demonstranter stormer Capitol-bygningen, der huser Kongressen i et forsøg på at stoppe udpegningen af Joe Biden som USA's præsident.

### Født
- 1412 - Jeanne d'Arc, fransk nationalsymbol og romersk-katolsk helgen (død 1431).
- 1706 - Benjamin Franklin, amerikansk statsmand (død 1790).
- 1776 - Jonas Collin, dansk gehejmekonferensråd og cand.jur. (død 1861).
- 1822 - Heinrich Schliemann, tysk købmand og arkæolog (død 1890).
- 1832 - Gustave Doré, fransk billedkunstner (død 1883).
- 1838 - Max Bruch, tysk komponist (død 1920).
- 1872 - Aleksandr Skrjabin, russisk komponist og pianist (død 1915).
- 1887 - Berthe Bovy, belgisk skuespiller. (død, 27. februar 1977).
- 1910 - Bruno Henriksen, dansk kapelmester og pianist (død 1984).
- 1913 - Edward Gierek, polsk kommunistisk politiker (død 2001).
- 1920 - Sun Myung Moon, koreansk grundlægger (død 2012).
- 1924 - Earl Scruggs, amerikansk musiker  (død 2012).
- 1931 - E.L. Doctorow, amerikansk forfatter (død 2015).
- 1933 - Emil Steinberger, schweizisk komiker.
- 1936 - Julio María Sanguinetti, uruguayansk politiker.
- 1937 - Paolo Conte, italiensk sanger og pianist.
- 1945 - Margrete Auken, dansk præst og medlem af Europaparlamentet for SF.
- 1946 - Syd Barret, engelsk sanger og komponist i Pink Floyd (død 2006).
- 1954 - Ayub Kalule, ugandisk-dansk bokser.
- 1954   - Anthony Minghella, britisk manuskriptforfatter og filminstruktør (død 2008).
- 1955 - Rowan Atkinson, britisk komiker og skuespiller.
- 1960 - Nigella Lawson, britisk tv-kok og forfatter.
- 1964 - Stefan Fjeldmark, dansk tegnefilmsinstruktør
- 1965 - Bjørn Lomborg, dansk politologiprofessor og forfatter.
- 1974 - Thomas Rytter, dansk fodboldspiller.
- 1986 - Alex Turner, britisk musiker i Arctic Monkeys.

### Dødsfald
- 1448 - Christoffer 3., dansk-svensk-norsk konge (født 1416).
- 1536 - Baldassarre Peruzzi, italiensk maler og arkitekt (født 1481).
- 1537 - Allesandro de' Medici, florentinsk hertug og hersker (født 1510) - myrdet.
- 1852 - Louis Braille, fransk opfinder af blindeskriften (født 1809).
- 1884 - Gregor Mendel, østrigsk munk og genetiker (født 1822).
- 1918 - Georg Cantor, tysk matematiker (født 1845).
- 1919 - Theodore Roosevelt, amerikansk præsident og modtager af Nobels fredspris (født 1858).
- 1992 - Bent Christensen, dansk filminstruktør (født 1929).
- 1993   - Dizzy Gillespie, amerikansk jazztrompetist (født 1917).
- 1993   - Richard Mortensen, dansk maler (født 1910).
- 1993   - Rudolf Nurejev, russisk balletdanser (født 1938).
- 1996 - Duane Hanson, amerikansk socialkritisk kunstner (født 1925).
- 1999 - Michel Petrucciani, fransk jazzpianist (født 1962).
- 2000 - Don Martin, amerikansk tegneserietegner (født 1931).
- 2003 - Ib Braun, dansk billedhugger (født 1933).
- 2003     - Hans Christian Høier, dansk maler (født 1919).
- 2005 - Makgatho Mandela, søn af Nelson Mandela (født 1950).
- 2009 - Ron Asheton, amerikansk guitarist (født 1948) – fundet død denne dag.
- 2010 - Jakob Nørhøj, dansk politiker (født 1976).
- 2011 - Else Bohr, dansk jurist og dommer (født 1924).
- 2019 - William Morgan Sheppard, engelsk skuespiller (født 1932).
- 2022 - Peter Bogdanovich, amerikansk filminstruktør (født 1939).
- 2022     - Sidney Poitier, bahamansk-amerikansk skuespiller (født 1927).

|  | Denne datoartikel kan blive bedre, hvis der indsættes et (bedre) billede Du kan hjælpe ved at afsøge Wikimedia Commons for et passende billede eller uploade et godt billede til Wikimedia Commons iht. de tilladte licenser og indsætte det i artiklen. |